# Consistórios de Paulo III
O Papa Paulo III (r. 1534–1549) criou 71 cardeais em doze consistórios

## 18 de dezembro de 1534
1. Alessandro Farnese, iuniore
2. Guido Ascanio Sforza di Santa Fiora

## 21 de maio de 1535
1. Nikolaus von Schönberg
2. Girolamo Ghinucci
3. Giacomo Simonetta
4. John Fisher
5. Jean du Bellay
6. Gasparo Contarini

### in pectore
1. Marino Caracciolo, (publicado em 31 de maio de 1535)

1. Desidério Erasmo recebeu o chapéu de cardeal, mas ele recusou.

## 31 de maio de 1535

### RevelaçãoIn pecture
1. Marino Caracciolo, (in pectore 21 de maio de 1535)

## 22 de dezembro de 1536
1. Gian Pietro Carafa  (futuro Papa Paulo IV)
2. Giovanni Maria Ciocchi del Monte (futuro Papa Júlio III)
3. Ennio Filonardi
4. Jacopo Sadoleto
5. Cristoforo Giacobazzi
6. Charles de Hémard de Denonville
7. Rodolfo Pio da Carpi
8. Reginald Pole
9. Rodrigo Luis de Borja e de Castre-Pinós

### in pectore
1. Girolamo Aleandro, (publicado em 13 de março de 1538)
2. Niccolò Caetani, (publicado em 13 de março de 1538)

## 13 de março de 1538

### RevelaçãoIn pecture
1. Girolamo Aleandro, (in pectore 22 de dezembro de 1536)
2. Niccolò Caetani, (in pectore 22 de dezembro de 1536)

## 18 de outubro de 1538
1. Pedro Sarmiento

## 20 de dezembro de 1538
1. Juan Álvarez y Alva de Toledo
2. Pedro Fernández Manrique
3. Robert de Lénoncourt
4. David Beaton

### in pectore
1. Ippolito II d'Este, (publicado em 5 de março de 1539)
2. Pietro Bembo, (publicado em 10 de novembro de 1539)

## 5 de março de 1539

### RevelaçãoIn pecture
1. Ippolito II d'Este, (in pectore 20 de dezembro de 1538)

## 10 de novembro de 1539

### RevelaçãoIn pecture
1. Pietro Bembo, (in pectore 20 de dezembro de 1538)

## 19 de dezembro de 1539
1. Frederico Fregoso
2. Pierre de La Baume
3. Antoine Sanguin de Meudon
4. Uberto Gambara
5. Pierpaolo Parisio
6. Marcello Cervini (futuro Papa Marcelo II)
7. Bartolomeo Guidiccioni
8. Ascanio Parisani
9. Dionisio Laurerio
10. Enrique de Borja y Aragón
11. Giacomo Savelli

### in pectore
1. Miguel da Silva, (publicado em 2 de dezembro de 1541)

## 2 de dezembro de 1541

### RevelaçãoIn pecture
1. Miguel da Silva, (in pectore 19 de dezembro de 1539)

## 2 de junho de 1542
1. Giovanni Morone
2. Marcello Crescenzi
3. Giovanni Vincenzo Acquaviva d'Aragona
4. Pomponio Cecci
5. Roberto Pucci
6. Tommaso Badia
7. Giovanni Andrea Cortese

### in pectore
1. Cristoforo Madruzzo, (publicado em 7 de janeiro de 1545)

## 19 de dezembro de 1544
1. Gaspar de Ávalos da Cueva
2. Francisco Mendoza de Bobadilla
3. Bartolomé de la Cueva y Toledo
4. Georges d'Armagnac
5. Jacques d'Annebaut
6. Otto Truchsess von Waldburg
7. Andrea Cornaro
8. Francesco Sfondrati
9. Federico Cesi
10. Durante Duranti
11. Niccolò Ardinghelli
12. Girolamo Recanati Capodiferro
13. Tiberio Crispo

## 7 de janeiro de 1545

### RevelaçãoIn pecture
1. Cristoforo Madruzzo, (in pectore 2 de junho de 1542)

## 16 de dezembro de 1545
1. Pedro Pacheco de Villena
2. Georges II D'Amboise
3. Henrique I de Portugal
4. Ranuccio Farnese

## 27 de julho de 1547
1. Carlos de Lorena-Guise

### in pectore
1. Giulio della Rovere, (publicado em 9 de janeiro de 1548)

## 9 de janeiro de 1548
1. Carlos I de Bourbon

### RevelaçãoIn pecture
1. Giulio della Rovere, (in pectore 27 de julho de 1547)

## 8 de abril de 1549
1. Girolamo Verallo
2. Giovanni Angelo de 'Medici  (futuro Papa Pio IV)
3. Filiberto Ferrero
4. Bernardino Maffei